# Amphiophiura pacifica
Amphiophiura pacifica är en ormstjärneart som beskrevs av Litvinova 1971. Amphiophiura pacifica ingår i släktet Amphiophiura och familjen fransormstjärnor. Inga underarter finns listade i Catalogue of Life.